# Tartanedo
Tartanedo è un comune spagnolo di 150 abitanti situato nella comunità autonoma di Castiglia-La Mancia.
Il comune, oltre al capoluogo omonimo, comprende altri quattro nuclei urbani: Amayas, Concha, Hinojosa e Labros.